# Peromyscus caniceps
Peromyscus caniceps är en däggdjursart som beskrevs av William Henry Burt 1932. Peromyscus caniceps ingår i släktet hjortråttor, och familjen hamsterartade gnagare. IUCN kategoriserar arten globalt som akut hotad. Inga underarter finns listade i Catalogue of Life.
Vuxna exemplar blir med svans 18 till 22 cm lång, svanslängden är 10 till 12,5 cm och vikten varierar mellan 13 och 25 g. Denna hjortråtta har 2,0 till 2,2 cm långa bakfötter och 1,6 till 2,0 cm långa öron. Pälsens färg är en blandning av ockra och gul medan huvudet är mer gråaktigt. På undersidan förekommer vitaktig päls med inslag av gult. En mörk strimma längs ryggens topp kan finnas men den är oftast otydlig. Peromyscus caniceps har bruna öron och svansens undersida är lite ljusare än ovansidan. Hos ungar är hela pälsen gråaktig.
Arten är bara känd från Isla Monserrate som ligger öster om halvön Baja California (Mexiko). Landskapet på ön är en halvöken med glest fördelade buskar.
En hona med aktiva spenar registrerades i oktober. Som föda antas växtdelar som blad, blommor, frukter och frön samt insekter. Kanske faller några exemplar offer för ormar som lever på ön.